# 木曽警察署
木曽警察署（きそけいさつしょ）は、長野県警察が管轄する警察署のひとつ。

## 所在地
- 長野県木曽郡木曽町新開2324番地1

## 管轄区域
- 木曽郡
  - 木曽町
  - 上松町
  - 南木曽町
  - 木祖村
  - 王滝村
  - 大桑村

## 沿革
- 2005年（平成17年）
  - 2月13日 - 旧山口村が岐阜県中津川市に編入される越境合併により、長野県木曽警察署から岐阜県中津川警察署に移管される。
  - 4月1日 - 楢川村の塩尻市編入により、塩尻警察署に移管される。

- 2024年（令和６年）
  - 1月26日 -新庁舎が開庁

## 交番
- 木曽町木曽福島駅前交番(木曽町福島)
- 上松町交番(上松町本町通り)
- 南木曽町交番(南木曽町読書)

## 警察官駐在所
- 木曽町日義警察官駐在所(木曽町日義)
- 木祖村警察官駐在所(木祖村大字薮原)
- 木曽町開田高原警察官駐在所(木曽町開田高原末川)
- 木曽町三岳警察官駐在所(木曽町三岳)
- 王滝村警察官駐在所(王滝村)
- 大桑村須原警察官駐在所(大桑村大字須原)
- 大桑村野尻警察官駐在所(大桑村大字野尻)